# Per Sætersdal
Per Sætersdal   (Bergen, 18 de maig de 1964) és un remer noruec, ja retirat, que va competir durant les dècades de 1980 i 1990.
El 1988 va prendre part en els Jocs Olímpics d'Estiu de Seül, on fou onzè en la prova del doble scull del programa de rem. Quatre anys més tard, als Jocs de Barcelona, va guanyar la medalla de plata en la prova del quàdruple scull. Formà equip amb Kjetil Undset, Lars Bjønness i Rolf Thorsen.
En el seu palmarès també destaca una medalla de bronze en la prova de scull individual lleuger del Campionat del Món de rem de 1990.